# إيفايلو أندونوف
إيفايلو أندونوف (بالبلغارية: Ивайло Андонов)‏ (مواليد 14 أغسطس 1967) هو لاعب كرة قدم. يلعب مع منتخب بلغاريا لكرة القدم. سبق له أن لعب في كأس العالم لكرة القدم مع منتخب بلاده.

## مسيرته الكروية
لعب إيفايلو أندونوف خلال مسيرته الاحترافية مع 6 أندية في أربعة عشر موسمًا وسجل خلالها 138 هدف ضمن 354 مباراة. حيث فاز في موسمين بالكأس وفي موسمين بالدوري.
خاض إيفايلو أندونوف مسيرته مع بيرين بلاغويفغراد في موسم 1987–88 في المرة الأولى ليلعب معه أربعة مواسم ثم في موسم 2000–01 لمدة موسم واحد، مشاركًا طوالها في 121 مباراة سجل خلالها 33 هدفًا. ثم انتقل إلى نادي سسكا صوفيا في موسم 1991–92 في المرة الأولى واستمر معه طيلة ثلاثة مواسم ثم في موسم 1996–97 ولمدة موسمين، حيث شارك طوالها في 138 مباراة سجل خلالها 85 هدفًا. لينتقل بعدها إلى نادي ألباسيتي في موسم 1994–95 لمدة موسم واحد، مشاركًا في 24 مباراة سجل خلالها 4 أهداف. ثم انتقل إلى نادي أرمينيا بيليفيلد في موسم 1995–96 لمدة موسم واحد، مشاركًا في 20 مباراة سجل خلالها هدفين. هذا وانتقل لاحقًا إلى نادي لوكوموتيف صوفيا في موسم 1998–99 لمدة موسم واحد، مشاركًا في 24 مباراة سجل خلالها 7 أهداف. ثم انتقل بعدها إلى نادي يونيون برلين في موسم 1999–00 لمدة موسم واحد، مشاركًا في 27 مباراة سجل خلالها 7 أهداف أيضًا.

## روابط خارجية
- إيفايلو أندونوف على موقع الاتحاد الدولي (مؤرشف)  (الإنجليزية)
- إيفايلو أندونوف على موقع قاعدة بيانات كرة القدم.إي يو (الإنجليزية)
- إيفايلو أندونوف على موقع بيانات كرة القدم. دي إي (الألمانية)
- إيفايلو أندونوف على موقع ناشيونال فوتبول تيمز (الإنجليزية)
- إيفايلو أندونوف على موقع عالم كرة القدم.نت (الإنجليزية)